# Kochlew
Kochlew – wieś w Polsce położona w województwie łódzkim, w powiecie wieluńskim, w gminie Wierzchlas.

## Historia
Miejscowość historycznie należy do ziemi wieluńskiej oraz pierwotnie związana była z Wielkopolską. Ma metrykę średniowieczną i istnieje co najmniej od XV wieku. Wymieniona pierwszy raz w dokumencie zapisanym po łacinie w 1266 pod nazwami "Kochlewo, Chochlew, Chochlow" .
Miejscowość została odnotowana w historycznych dokumentach własnościowych, prawnych i podatkowych. W 1266 wieś leżała w ziemi rudzkiej. Bolesław Pobożny nadał Ubysławowi synowi Langnicza wsie Rębielice, Parzymiechy i Kochlew z rzeką Wartą i wszystkimi uprawnieniami wg prawa polskiego i niemieckiego do budowania miast, młynów, przewozów, łowiectwa, górnictwa oraz immunitet gospodarczy oraz sąd. W 1471 Andrzej z Wierzchlasu sprzedał 0,5 Kochlewa z lasem Krzeczów mieszczanom wieluńskim za 95 grzywien, gdyby okazało się, że 0,5 sołectwa w Kochlewem nie należy do niego, to miał dać 0,5 sołectwa w Kraszkowicach . 
W 1425 miało miejsce ustalenie granic na Warcie między Kochlewem i Drobnicami. W 1496 odnotowano w miejscowości młyn. W 1511 wieś leżała w powiecie wieluńskim i liczyła 20 łanów. W 1520 należała d parafii Wierzchlas. Mieszkańcy płacili prepozytowi wieluńskiemu w ramach dziesięciny 2 rączki miodu. W 1537 mieszczanie wieluńscy dali Janowi Gaszyńskiemu za wójtostwo w Wieluniu m.in. pół Kochlewa. W latach 1545–46 ustalono granice między Kamionem i Kochlewem. W 1552 miejscowość była wsią szlachecką i należała do Wierzchlejskich. W 1557 w miejscowości odnotowano kuźnicę .
W latach 1975–1998 miejscowość administracyjnie należała do województwa sieradzkiego.

## Obecnie
Wieś, w której jest ok. 40 zagród, położona na prawym brzegu Warty, 2 km na północ od Krzeczowa. Między tymi wsiami brzeg rzeki tworzy wysoką skarpę, z której roztacza się piękna panorama na płynącą w dole Wartę. Jest tu stary drewniany młyn (dawniej wodny) oraz przydrożna kapliczka z figurą św. Jana Chrzciciela, przyniesiona ongiś przez powódź.
Miejscowość rozkwita w okresie letnim, kiedy w Kochlewie pojawiają się liczni turyści, zamieszkujący osiedla domków letniskowych nad brzegiem Warty.

## Zabytki
Według rejestru zabytków NID na listę zabytków wpisany jest obiekt:
- młyn wodno-elektryczny, 1928, nr rej.: 341 z 6.10.1986